# Herb Łazisk Górnych
Herb Łazisk Górnych – jeden z symboli miasta Łaziska Górne w postaci herbu. Herb znajduje się również na fladze miasta.

## Wygląd i symbolika
Herb przedstawia złamaną gałąź z siedmioma opadającymi liśćmi koloru złotego na niebieskim tle.
Gałąź upamiętnia  wielki huragan, który przeszedł nad Łaziskami w 1738 r.

## Historia

Herb miasta
do 5 stycznia 2012 r.

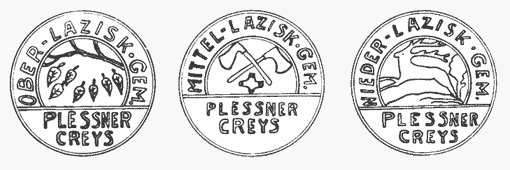
Pieczęcie z I połowy XIX w.

Wizerunek herbowy po raz pierwszy pojawił się na pieczęci z XVIII w. – opadających liści było wówczas sześć. Pieczęć miała 24 milimetry oraz napis: OBER – LAZISK / GEM. / PLESSNER CREYS. W połowie XIX w. (lub nieco wcześniej) herb ten został zastąpiony innym – widniało na nim pięć szklanych naczyń, prawdopodobnie na pamiątkę istniejącej w miejscowości huty szkła. Mierzyła 25 milimetrów, a napis brzmiał: OBER LAZISK: GEM: S./ PLESSNER / KREIS.. Od 1860 r. gmina używała pieczęci bezherbowej, a w okresie międzywojennym pieczęci z herbem Polski. Dopiero w 1951 r., kiedy Łaziska Górne uzyskały prawa miejskie Miejska Rada Narodowa powróciła do najstarszego wizerunku herbu, zwiększając liczbę liści oraz napis nad tarczą „ŁAZISKA GÓRNE”. Napis usunięto w latach 90. XX w., jako niezgodnego z zasadami heraldycznymi. 
W 2008 r. przy przedstawieniu do zaopiniowania Komisji Heraldycznej przy MSWiA projektu sztandaru miasta dopatrzono się niezgodności herbu z zasadami sztuki heraldycznej. W opinii Komisji, konar powinien mieć prostszy rysunek i mieć wyraźnie zaznaczone trzy gałęzie, natomiast opadające liście powinny przypominać liście lipy, nie brzozy. Sama zaś tarcza powinna być u dołu półokrągła (tzw. wzór hiszpański). Uwzględniający powyższe uwagi projekt nowego herbu, sporządzony przez Instytut Heraldyczno-Weksylologiczny, został przyjęty uchwałą Rady Miejskiej 25 października 2011 roku. Uchwała weszła w życie 5 stycznia 2012 roku.

## Herby dzielnic
Pozostałe dwie wielkie dzielnice tworzące miasto również posiadają swoje historyczne herby.

### Łaziska Średnie

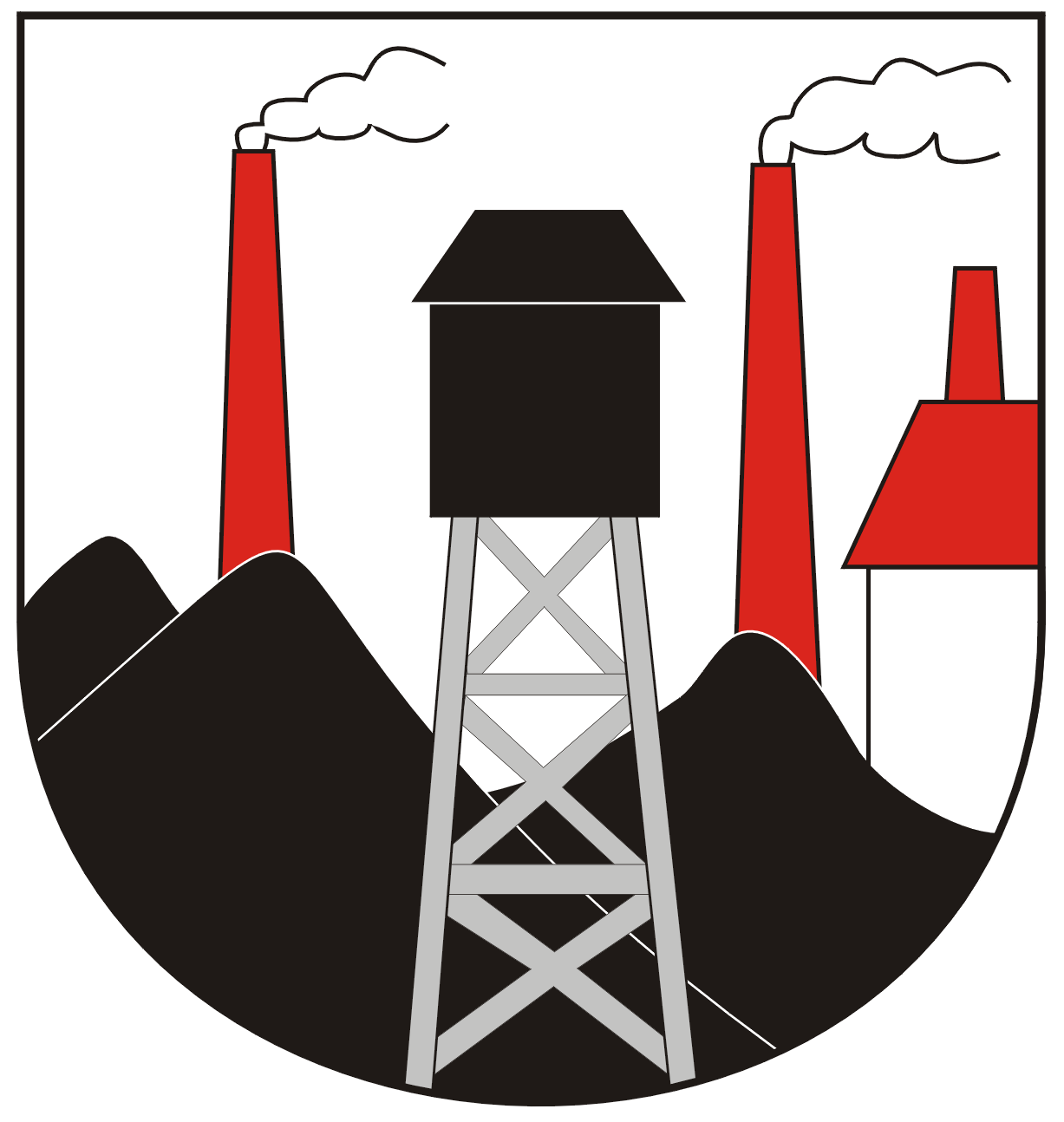
Herb
Łazisk Średnich

Dawna gmina Łaziska Średnie posiadała herbjuż w XVIII w. – wyobrażał skrzyżowane 2 topory i krzyż nad nimi. Napis na pieczęci brzmiał: MITTEL LAZISK GEM. S. / PLESSNER / CREYS, a jej wielkość wynosiła 28 milimetrów. Symbol krzyża mógł być pamiątką po drewnianym kościele, który istniał tam w XVIII wieku.
Po 1875 pieczęć stała się bezherbowa, podobnie jak pierwsze pieczęcie polskie. Dopiero w latach 30. XX w. wprowadzono do pieczęci nowy herb – szyb i fabrykę z trzema kominami umieszczonymi między hałdami węgla. Napis brzmiał: Urząd gminy * Łaziska Średnie, pow. Pszczyna, wielkość pieczęci wynosiła 35 milimetrów. Marian Gumowski proponował dla herbu następujące kolory: hałdy węgla oraz szyb – czarny, kominy i dach – czerwony, niebo – białe.
Herb Łazisk Średnich nie do końca zgadza się z pieczęcią używaną przez Naczelnika Gminy Łaziska Średnie Jana Szustra.
Po II wojnie światowej zaprzestano jego używania.

### Łaziska Dolne

Herb
Łazisk Dolnych

Herb Łazisk Dolnych, dawniej gminy, początkami sięga XVIII w. Na pieczęci widoczny był jeleń przeskakujący pagórek, a za nim znajdowało się drzewo. Według Gumowskiego jeleń był koloru czerwonego, pagórek i drzewo zielone, a tło – białe. Pieczęć miała 24 milimetry oraz napis NIEDER LAZISK.G.S / PLESSNER / CREYS. Używana była do drugiej połowy XIX w. Następna była bezherbowa, nie zmieniło się to po włączeniu do Polski. Pierwsza pieczęć polska miała dwujęzyczne napisy: Gmina Łaziska Dolne / Powiat / Pszczyński / Gemeinde Niederlazisk / Kreis Pless.